# Vitus Lüönd
Vitus Lüond, né le 22 octobre 1984 à Zoug, est un skieur alpin suisse, spécialiste des disciplines de vitesse.

## Carrière
Originaire de Sattel, il représente le club local en compétition.
Il commence sa carrière internationale dans une course FIS en 2000, mais doit attendre 2005 pour faire ses débuts en Coupe d'Europe, après ses premiers top dix. Lüondi prend du temps aussi pour émerger à ce niveau, obtenant son premier résultat d'envergure en 2008 lorsqu'il termine deuxième du super G d'Hinterstoder. Après d'autres podiums au début de l'année 2009, il fait ses débuts dans la Coupe du monde en mars 2009 à Kvitfjell, où  marque ses premiers points sur la deuxième descente avec une 27e place. Si ensuite son élan est brisé par une rupture des ligaments croisés, il concourt en Coupe d'Europe en 2009-2010, pour un podium, avant de gagner son unique course à ce niveau en 2011 à la descente de Patscherkofel. Il marque de nouveau des points dans la Coupe du monde cet hiver en combiné et descente.
En février 2012, il enregistre son premier et seul top vingt dans la Coupe du monde avec sa 17e place à la descente de Chamonix. Il devient en fin de saison champion de Suisse de descente. Cependant, effectuant des tests à Samnaun, il se rompt le ligament croisé antérieur du genou droit. L'hiver suivant, il récupère, marque des points dans la Coupe du monde et monte sur le podium en Coupe d'Europe. Sélectionné pour les Championnats du monde à Schladming, il subit une nouvelle blessure sérieuse au genou lors d'un entraînement officiel : Sans avoir chuté il souffre d'une déchirure partielle du ligament croisé antérieur du genou droit,.
Il prend sa retraite sportive en 2015, car les dommages au cartilage du genou ne se sont pas résorbés. Lüond devient alors entraîneur, s'occupant d'abord des skieurs suisses en Coupe d'Europe, puis assistant dans l'équipe nationale première, avec notamment son ami Patrick Küng comme protégé.

## Palmarès

### Coupe du monde
- Meilleur classement général : 113e en 2012
- Meilleur résultat : 17e.

#### Classements en Coupe du monde
| Année/Classement | Année/Classement | Général | Général | Descente | Descente | Slalom | Slalom | Géant  | Géant  | Super G | Super G | Combiné | Combiné |
| Année/Classement | Année/Classement | Class.  | Points  | Class.   | Points   | Class. | Points | Class. | Points | Class.  | Points  | Class.  | Points  |
| ---------------- | ---------------- | ------- | ------- | -------- | -------- | ------ | ------ | ------ | ------ | ------- | ------- | ------- | ------- |
| 2009             | 2009             | 147e    | 4       | 54e      | 4        | -      | -      | -      | -      | -       | -       | -       | -       |
| 2011             | 2011             | 132e    | 15      | 54e      | 9        | -      | -      | -      | -      | -       | -       | 49e     | 6       |
| 2012             | 2012             | 113e    | 18      | 42e      | 18       | -      | -      | -      | -      | -       | -       | -       | -       |
| 2013             | 2013             | 120e    | 14      | 46e      | 14       | -      | -      | -      | -      | -       | -       | -       | -       |

### Coupe d'Europe
- 3e du classement de la descente en 2011.
- 7 podiums, dont 1 victoire.

### Championnats de Suisse
- Champion de la descente en 2012.